# Производство на водород
Производството на водород се извършва по няколко промишлени метода. Почти цялото количество индустриален водород в света се създава чрез използване на изкопаеми горива.
Според количеството отделен въглероден диоксид при производството се различават няколко вида водород:
- по-голямата част от добивания водород е т. нар. сив водород, получен в резултат от химическа реакция между пара и метан, основният компонент на природния газ. При производството на един тон водород чрез този процес се отделят 6,6 – 9,3 тона въглероден диоксид.[4]
- син водород се получава, когато с цел отстраняване на голяма част от емисиите въглеродният диоксид се сепарира и не се изпуска в атмосферата, а се съхранява (на английски: carbon capture and storage (CCS)).[5]
- зелен водород обикновено се нарича водородът, добит с използване на възобновяема енергия чрез електролиза на вода.[6] По-рядко определенията за зелен водород включват водород, произведен от други източници с ниски емисии, като биомаса.[7] Производството на зелен водород е по-скъпо от производството на сив водород, а ефективността на преобразуването на енергия е по същество ниска.

Други методи за производство на водород включват газификация на биомаса, метанова пиролиза и извличане на подземен водород.
Към 2023 г. по-малко от 1% от специалното производство на водород е добито с нисък въглероден отпечатък, т.е. син водород, зелен водород и водород, произведен от биомаса.
През 2020 г. в световен мащаб са произведени приблизително 87 милиона тона водород.
Глобалният пазар за производство на водород през 2022 г. е оценен на приблизително 155 милиарда щатски долара и с очакване да расте с общ годишен темп на растеж от 9,3% до 2030 г.